# Хантингтон (Тексас)
Хантингтон (енгл. Huntington) град је у америчкој савезној држави Тексас. По попису становништва из 2010. у њему је живело 2.118 становника.

## Демографија
Према попису становништва из 2010. у граду је живело 2.118 становника, што је 50 (2,4%) становника више него 2000. године.
| Група             | 2000.         | 2010.         |
| Белци             | 1.767 (85,4%) | 1.863 (88,0%) |
| Афроамериканци    | 177 (8,6%)    | 124 (5,9%)    |
| Азијати           | 4 (0,2%)      | 3 (0,1%)      |
| Хиспаноамериканци | 77 (3,7%)     | 94 (4,4%)     |
| Укупно            | 2.068         | 2.118         |